# November 29.
November 29. az év 333. (szökőévben 334.) napja a Gergely-naptár szerint. Az évből még 32 nap van hátra.
Névnapok: Taksony + Ilma, Filoméla, Filoména, Rápolt

## Események
- 0741 – Zakariás pápa megválasztása.
- 1223 – III. Honoriusz pápa jóváhagyja és engedélyezi az Assisi Szent Ferenc által az előző évben megalapított Ferences rend működését.
- 1226 – Megkoronázzák IX. Lajos francia királyt.
- 1314 – Trónra lép X. Lajos francia király (Civakodó Lajos), a középkori Franciaország királya.
- 1320 – I. Károly (Róbert) magyar király Bártfa városa számára telepítési kiváltságlevelet adományoz.
- 1780 – Trónra lép II. József német-római császár, magyar és cseh király (Kalapos király).
- 1830 – Lengyelországban felkelés tör ki az Orosz Birodalom ellen.[1]
- 1899 – Megalakul az FC Barcelona.
- 1923 – Franciaország és a Szovjetunió megnemtámadási és semlegességi szerződést köt.
- 1929 – Richard Evelyn Byrd és társai (Balchen, June, McKinley) elsőként repülnek át a Déli-sark fölött, Byrd 1928-ban elhunyt főpilótájáról, Floyd Bennettről elnevezett hárommotoros gépükkel.
- 1945 – Kikiáltják a Jugoszláv Szövetségi Népköztársaságot.
- 1947 – Az ENSZ közgyűlésén döntenek arról, hogy az angol mandátumterületet, Palesztinát egy arab és egy zsidó államra osztják ketté.
- 1970 – Befejeződik az MSZMP X. kongresszusa.
- 1975 – Bill Gates először használja a Microsoft nevet arra a cégre, melyet ő és Paul Allen alapított.
- 1980 - Bezár a Hegyközi Kisvasút
- 1985 – Svédország és Magyarország eltörli a két ország közötti vízumkényszert.
- 1986 – Az 1959-ben újjáalakult Magyar Írók Szövetségének közgyűlésén az elnökségbe kerül Csoóri Sándor és Csurka István.
- 1988 – Grósz Károly a Budapest Sportcsarnokban rendezett pártaktíván kijelenti, hogy Magyarországon osztályharc folyik, és ha nem tudnak „az ellenséges, ellenforradalmi erőkkel” szemben fellépni, akkor „az anarchia, a káosz és – ne legyen illúzió – fehérterror uralkodik el” az országban. Hangsúlyozza, hogy fenn kell tartani az egypártrendszert, mert az „történelmileg alakult ki”. Berecz János egy tatabányai fórumon kijelenti, hogy „jelenleg forradalmi válság van” Magyarországon.
- 1988 – Szegeden az MSZMP-tagok kezdeményezik a párton belüli platformok, reformkörök megalakulását.
- 1989 – Az MSZP a köztársasági elnök közvetlen megválasztása mellett teszi le voksát.
- 1990 – Budapesten megnyílik az Európai Közösség diplomáciai képviselete. (első nagykövete Hans Beck).
- 1990 – Az ENSZ Biztonsági Tanácsa 1991. január 15-i hatállyal katonai ultimátumot intéz Irakhoz Kuvait megszállása miatt.
- 1996 – Kuncze Gábor belügyminiszter felmenti Pintér Sándor országos rendőrfőkapitányt, Bodrácska János budapesti rendőrfőkapitányt, Túrós Andrást, az ORFK közbiztonsági főigazgatóját és Valenta Lászlót, az ORFK gazdasági főigazgatóját.
- 1998 – Svájcban döntő többséggel leszavazzák a heroin és más pszichoaktív szerek legalizálását.
- 2006 – A rigai csúcstalálkozón a NATO Reagáló Erőt (NRF) harcra képesnek nyilvánítják. (A 25 000 fős, saját légierővel és haditengerészettel rendelkező alakulatot a katonai szövetség új elithaderejeként ismerik el).
- 2007 – Tizenkilenc nap után véget ér a New York-i Broadway-sztrájk.
- 2007 – Pakisztánban beiktatják hivatalába – az időközben hadsereg főparancsnoki tisztségétől megvált – Pervez Musarrafot.
- 2007 – Lövöldözés tör ki Manilában azt követően, hogy lázadó tisztek egy csoportja elfoglalja a Peninsula nevű luxushotelt – az épületben tartózkodó vendégekkel és újságírókkal – és Gloria Arroyo Fülöp-szigeteki elnök lemondását követelik.
- 2010 – Az ENSZ 16. Klímaváltozási Konferenciája COP16 kezdetét veszi.
- 2021 – Átadják a Szeged–Hódmezővásárhely tram-traint, ezzel újabb magyar városban, Hódmezővásárhelyen villamosüzem létesült.

## Születések
- 1749 – Ciani Lénárt magyar hittudós, apát-kanonok és szentszéki ülnök († 1827)
- 1766 – Adamich András Lajos magyar országgyűlési követ († 1828)
- 1789 – Dancsecs József író, Sárvár esperese († 1860)
- 1791 – Bajzáth György András magyar királyi tanácsos és országgyűlési követ († 1869)
- 1797 – Gaetano Donizetti olasz zeneszerző († 1848)
- 1802 – Wilhelm Hauff német író, meseíró, a Biedermeier korszak alakja († 1827)
- 1803 – Christian Doppler osztrák matematikus és fizikus, a róla elnevezett Doppler-effektus felfedezője († 1853)
- 1832 – Louisa May Alcott amerikai írónő († 1888)
- 1845 – Dóczy Lajos magyar író, költő, műfordító († 1919)
- 1849 – Sir John Ambrose Fleming brit fizikus, az elektroncsöves dióda feltalálója († 1945)
- 1856 – Ábrányiné Katona Clementina magyar író, publicista, zenekritikus († 1932)
- 1866 – Drávecz Alajos a magyarországi szlovének egyik néprajzi írója († 1915)
- 1874 – António Egas Moniz Nobel-díjas portugál sebész, idegorvos († 1955)
- 1895 – William Tubman Libéria elnöke 27 éven át, haláláig. († 1971)
- 1898 – Clive Staples Lewis brit író, irodalomtörténész, teológiai író, a Narnia krónikái szerzője († 1963)
- 1902 – Carlo Levi olasz festő, író († 1975)
- 1907 – Jankovich Ferenc Kossuth-, Baumgarten- és József Attila-díjas költő, író, műfordító († 1971)
- 1915 – Helmut Niedermayr német autóversenyző († 1985)
- 1923 – Chuck Daigh amerikai autóversenyző († 2008)
- 1924 – Zsolnai Hédi magyar táncdalénekesnő, színésznő († 2004)
- 1925 – Ambrus András magyar színész, író
- 1925 – Ernst Happel osztrák labdarúgó, sportvezető († 1992)
- 1931 – Marczis Demeter magyar operaénekes, basszus († 2008)
- 1932 – Jacques Chirac francia politikus, köztársasági elnök († 2019)
- 1933 – John Mayall brit blues-zenész († 2024)
- 1933 – Keserü Ilona Kossuth-díjas magyar festőművész, a nemzet művésze
- 1937 – Horgas Béla magyar költő, író († 2018)
- 1938 – Michel Duchaussoy francia filmszínész († 2012)
- 1938 – Nádler István Kossuth-díjas, Munkácsy Mihály-díjas festőművész
- 1939 – Domenico Monardo amerikai zenész († 2023)
- 1946 – Vuk Drašković jugoszláv politikus
- 1952 – Csuka Mónika Máté Péter-díjas magyar énekes, gitáros, zeneszerző
- 1952 – Jeff Fahey amerikai színész
- 1954 – Gados Béla Aase-díjas magyar színész
- 1959 – Neal Broten amerikai olimpiai és Stanley Kupa győztes jégkorongozó
- 1963 – Csáky Gertrúd magyar színésznő
- 1964 – Don Cheadle Golden Globe-díjas amerikai színész
- 1966 – Olvasztó Imre gyermekszínész, az Indul a bakterház című film Bendegúzaként vált ismertté († 2013)
- 1967 – Náray Erika magyar színésznő
- 1973 – Ryan Giggs walesi labdarúgó
- 1976 – Chadwick Boseman amerikai színész († 2020)
- 1980 – Sánta László magyar színész
- 1982 – Balogh János magyar labdarúgó, jelenleg a Debreceni VSC játékosa
- 1986 – Nashwan Al-Harazi jemeni tornász
- 1987 – Sandro Wagner német labdarúgó
- 1989 – Szloboda Kolos szerbiai magyar ifjúsági politikus
- 1992 – David Lambert amerikai színész
- 1994 – Julius Randle amerikai kosárlabdázó
- 1998 – Hirano Ajumu olimpiai ezüstérmes japán hódeszkás
- 2007 – Chido Obi dán labdarúgó

## Halálozások
- 1268 – IV. Kelemen pápa (* 1202)
- 1314 – IV. (Szép) Fülöp francia király[2] (* 1268)
- 1378 – IV. Károly német-római császár (* 1316)
- 1393 – V. Leó örmény király Párizsban (* 1342)
- 1543 – Ifj. Hans Holbein német festő, a reneszánsz mesterek második generációjának tagja (* 1497)
- 1590 – Philipp Nicodemus Frischlin német humanista költő, tudós (* 1547)
- 1643 – Claudio Monteverdi olasz zeneszerző (* 1567)
- 1708 – Bellusi István magyar jezsuita rendi szerzetes, tanár (* 1668)
- 1780 – Mária Terézia osztrák uralkodó főhercegnő, magyar királynő, német-római császárné (* 1717)
- 1895 – Eduard Taaffe osztrák politikus, miniszterelnök (* 1833)
- 1924 – Giacomo Puccini olasz zeneszerző (* 1858)
- 1937 – Pólya Tibor festő, grafikus (* 1886)
- 1939 – Eugen Kolisko osztrák orvos-kémikus, fizikus, matematikus, író, antropozófus (* 1893)
- 1942 – Zipernowsky Károly magyar feltaláló, gépészmérnök, a magyar erősáramú elektrotechnikai ipar megalapítója (* 1853)
- 1947 – Mészáros István a Hekus Dönci néven ismert bűnöző (* 1920)
- 1957 – Erich Wolfgang Korngold osztrák zeneszerző (* 1897)
- 1957 – Bán Róbert 1956-os felkelő (* 1934)
- 1967 – Münnich Ferenc magyar kommunista politikus, a Minisztertanács elnöke (* 1886)
- 1975 – Graham Hill (Norman Graham Hill) brit autóversenyző, a Formula–1 kétszeres világbajnoka (1962, 1968) (* 1929)
- 1975 – Tony Brise (Anthony Brise) brit autóversenyző (* 1952)
- 1980 – Várady György Jászai Mari-díjas színész, színházi rendező, színigazgató (* 1926)
- 1981 – Natalie Wood (Natasa Nyikolajevna Gurdin) orosz-amerikai színésznő (* 1938)
- 1986 – Cary Grant (Archibald Alexander Leach) brit születésű amerikai színész (* 1904)
- 1986 – Kerti Károly Munkácsy Mihály-díjas magyar grafikusművész (* 1917)
- 1989 – Zombori Ödön (Janicsek Ödön) magyar olimpiai bajnok birkózó (* 1906)
- 1991 – Ralph Bellamy amerikai színész (* 1904)
- 2001 – George Harrison angol beatzenész, a The Beatles együttes tagja (* 1943)
- 2003 – Meggyes László magyar festőművész (* 1928)
- 2023 – Henry Kissinger Nobel-békedíjas német-amerikai diplomata, politikus, politológus, író, történész és  külügyminiszter (* 1923)

## Nemzeti ünnepek, emléknapok, világnapok
- a palesztin néppel való szolidaritás nemzetközi napja (Palesztina felosztásáról szóló 181 (II) sz. ENSZ-határozat 1947-es elfogadásának évfordulóján)
- a felszabadulás napja Albániában (a német megszállás alóli 1944-es felszabadulás emlékére)
- Libéria: William Tubman elnök születésnapja